# Cheliábinsk
Cheliábinsk (/tɕɪˈlʲæbʲɪnsk/ⓘ en ruso: Челя́бинск) es una ciudad de la Federación de Rusia, capital del óblast de Cheliábinsk. Con 1 176 770 habitantes en el censo de 2025 se sitúa como la novena ciudad más poblada de Rusia. La aglomeración urbana alcanza los 1 668 546 habitantes.

## Historia
La ciudad fue fundada el 13 de septiembre de 1736 por el coronel Tevkelyev al establecer el acta de compra de Cheliábinsk, donde fue construida una fortaleza.
Hasta el final del siglo XIX Cheliábinsk no fue más que una pequeña ciudad, cuya vida cambió radicalmente en 1892 con la llegada del ferrocarril Transiberiano. La población creció rápidamente al convertirse en un nudo de comunicaciones ferroviarias y en un importante centro comercial. 
El siguiente impulso al crecimiento de la ciudad fue gracias a la industrialización en los años de la Segunda Guerra Mundial: En esta época se construyeron numerosas fábricas, a lo que se debe añadir el desplazamiento de industrias e institutos científicos y tecnológicos de la parte europea de la Unión Soviética, entonces invadida por los alemanes. En la ciudad se construyeron enormes instalaciones para la producción de armamento (especialmente tanques), lo que le valió el calificativo de Tankograd (Ciudad de los tanques). 
En 1957 tuvo lugar un accidente nuclear serio en la planta de procesamiento de combustible nuclear de Mayak, 150 km al noroeste de la ciudad, causando víctimas mortales en el óblast de Cheliábinsk, aunque no en la propia ciudad.
La ciudad cuenta con una red de autobuses, de tranvía (desde 1932), de trolebuses (desde 1942), así como una red de metro (en construcción).
El 15 de febrero de 2013, un bólido de alrededor de 19 metros estalló sobre un punto ubicado en las cercanías de la ciudad. El suceso dejó 1491 heridos, en la mayoría de los casos debidos a la rotura de vidrios provocada por la onda expansiva generada por la explosión. Alcanzaron el suelo entre 4000 y 6000 kilos de meteoritos, incluido un fragmento de unos 650 kilos que fue recuperado posteriormente en el lago Chebarkul.

## Ubicación
Cheliábinsk está situada en la vertiente oriental del Ural, a solo 210 km al sur de Ekaterimburgo y a 200 m sobre el nivel del mar. La ciudad, por la que transcurre el río Miass, está además bañada por las aguas de un embalse y tres lagos.

## Economía
Es un nudo importante de ferrocarriles y carreteras, estando situada en el recorrido del ferrocarril Transiberiano, y cuenta con el Aeropuerto de Balandino (CEK). Es también un centro importante de construcción de maquinaria, metalurgia y de industrias ligeras y alimentarias.

## Ciudades hermanadas
- Nueva York, Estados Unidos, desde 1995
- Helsinki, Finlandia, desde 1995
- Longyearbyen, Svalbard, desde 1997
- Londres, Reino Unido, desde 1999
- Mánchester, Reino Unido, desde 2000
- Jerusalén, Israel, desde 2000
- Shanghái, China, desde 2004
- Pekín, China, desde 2006
- Moscú, Rusia, desde 2008
- Estocolmo, Suecia, desde 2010

## Clima
El clima de la ciudad, localizada en la zona de transición ente las regiones del Ural y de Siberia, es continental subártico.
Los veranos suelen ser muy cortos y frescos, julio es el mes más caluroso, con temperaturas mínimas de 14 °C y máximas de 25 °C. El invierno, que abarca casi ocho meses (de octubre a abril), registra temperaturas por debajo del punto de congelamiento, con mínimas de hasta -46 °C y máximas de -11 °C.
| Parámetros climáticos promedio de Chelyabinsk                             | Parámetros climáticos promedio de Chelyabinsk | Parámetros climáticos promedio de Chelyabinsk | Parámetros climáticos promedio de Chelyabinsk | Parámetros climáticos promedio de Chelyabinsk | Parámetros climáticos promedio de Chelyabinsk | Parámetros climáticos promedio de Chelyabinsk | Parámetros climáticos promedio de Chelyabinsk | Parámetros climáticos promedio de Chelyabinsk | Parámetros climáticos promedio de Chelyabinsk | Parámetros climáticos promedio de Chelyabinsk | Parámetros climáticos promedio de Chelyabinsk | Parámetros climáticos promedio de Chelyabinsk | Parámetros climáticos promedio de Chelyabinsk |
| Mes                                                                       | Ene.                                          | Feb.                                          | Mar.                                          | Abr.                                          | May.                                          | Jun.                                          | Jul.                                          | Ago.                                          | Sep.                                          | Oct.                                          | Nov.                                          | Dic.                                          | Anual                                         |
| ------------------------------------------------------------------------- | --------------------------------------------- | --------------------------------------------- | --------------------------------------------- | --------------------------------------------- | --------------------------------------------- | --------------------------------------------- | --------------------------------------------- | --------------------------------------------- | --------------------------------------------- | --------------------------------------------- | --------------------------------------------- | --------------------------------------------- | --------------------------------------------- |
| Temp. máx. abs. (°C)                                                      | 4.9                                           | 5.6                                           | 19.9                                          | 34.9                                          | 39.9                                          | 39.9                                          | 39.9                                          | 39.9                                          | 34.9                                          | 24.9                                          | 14.9                                          | 9.9                                           | 39.9                                          |
| Temp. máx. media (°C)                                                     | -10.5                                         | -7.9                                          | 1.0                                           | 10.6                                          | 20.3                                          | 23.9                                          | 25.2                                          | 23.6                                          | 17.2                                          | 9.3                                           | -0.4                                          | -6.9                                          | 8.8                                           |
| Temp. media (°C)                                                          | -14.9                                         | -13.4                                         | -4.8                                          | 4.7                                           | 12.1                                          | 18.3                                          | 19.3                                          | 17.1                                          | 10.9                                          | 4.1                                           | -5.2                                          | -11.1                                         | 3.0                                           |
| Temp. mín. media (°C)                                                     | -19.0                                         | -18.9                                         | -9.3                                          | -0.3                                          | 7.9                                           | 12.9                                          | 14.5                                          | 13.5                                          | 7.6                                           | 1.3                                           | -5.9                                          | -14.6                                         | -0.9                                          |
| Temp. mín. abs. (°C)                                                      | -49.9                                         | -44.9                                         | -44.9                                         | -29.9                                         | -19.9                                         | -4.9                                          | 0.1                                           | 0.1                                           | -9.9                                          | -24.9                                         | -39.9                                         | -44.9                                         | -49.9                                         |
| Precipitación total (mm)                                                  | 17                                            | 16                                            | 19                                            | 27                                            | 47                                            | 55                                            | 87                                            | 44                                            | 41                                            | 30                                            | 26                                            | 21                                            | 430                                           |
| Días de lluvias (≥ 1 mm)                                                  | 0.1                                           | 0.3                                           | 4                                             | 10                                            | 15                                            | 19                                            | 17                                            | 16                                            | 16                                            | 10                                            | 6                                             | 1                                             | 114                                           |
| Días de nevadas (≥ 1 mm)                                                  | 18                                            | 16                                            | 15                                            | 6                                             | 1                                             | 0.3                                           | 0                                             | 0                                             | 1                                             | 6                                             | 15                                            | 19                                            | 97                                            |
| Humedad relativa (%)                                                      | 85                                            | 77                                            | 76                                            | 66                                            | 61                                            | 64                                            | 69                                            | 71                                            | 73                                            | 73                                            | 82                                            | 83                                            | 73                                            |
| Fuente n.º 1: Pogoda.ru.net                                               |                                               |                                               |                                               |                                               |                                               |                                               |                                               |                                               |                                               |                                               |                                               |                                               |                                               |
| Fuente n.º 2: World Meteorological Organization (precipitation days only) |                                               |                                               |                                               |                                               |                                               |                                               |                                               |                                               |                                               |                                               |                                               |                                               |                                               |

## Galería

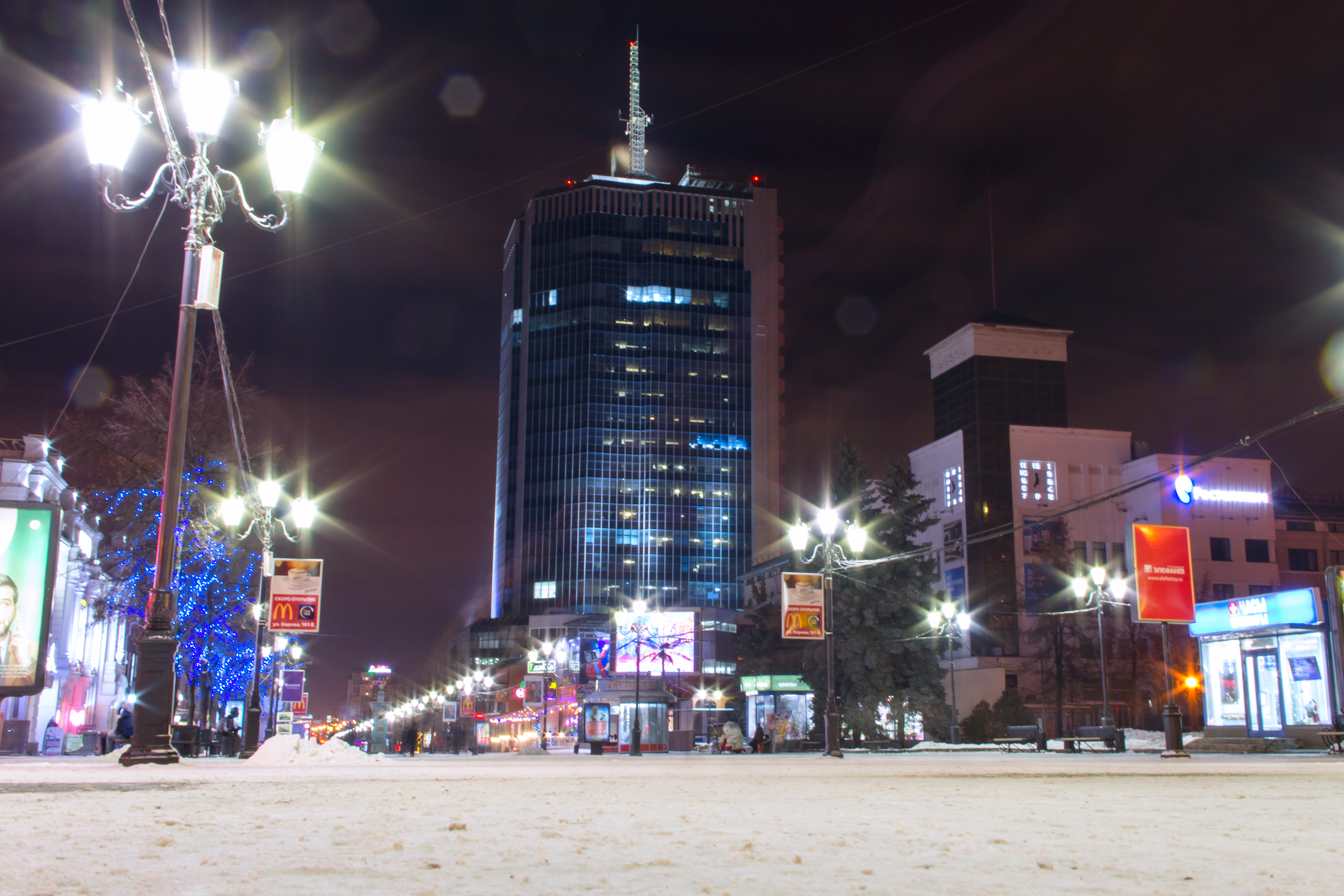
Cheliábinsk nocturna
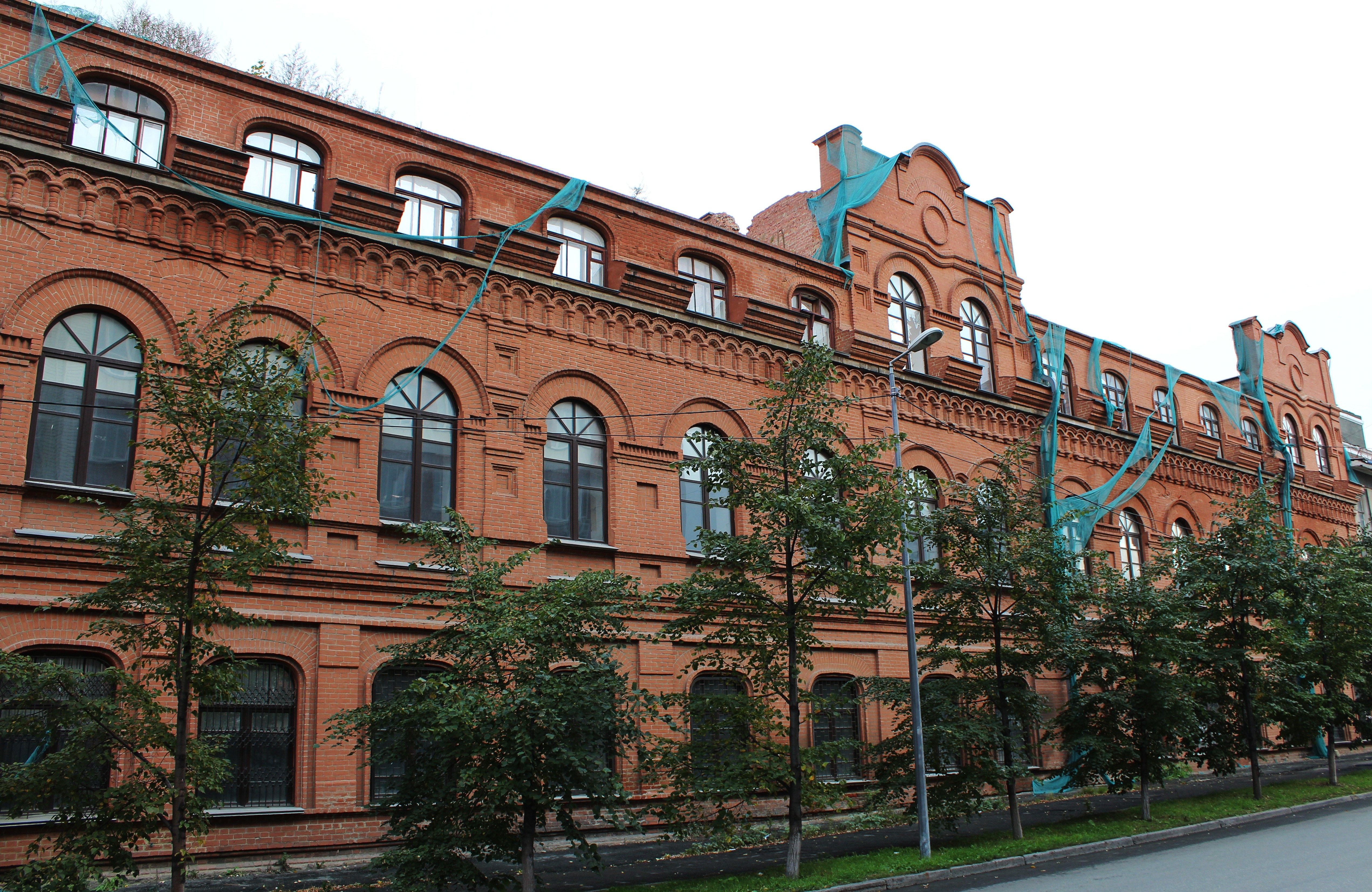
Fábrica de empacado de te, abierta en 1898
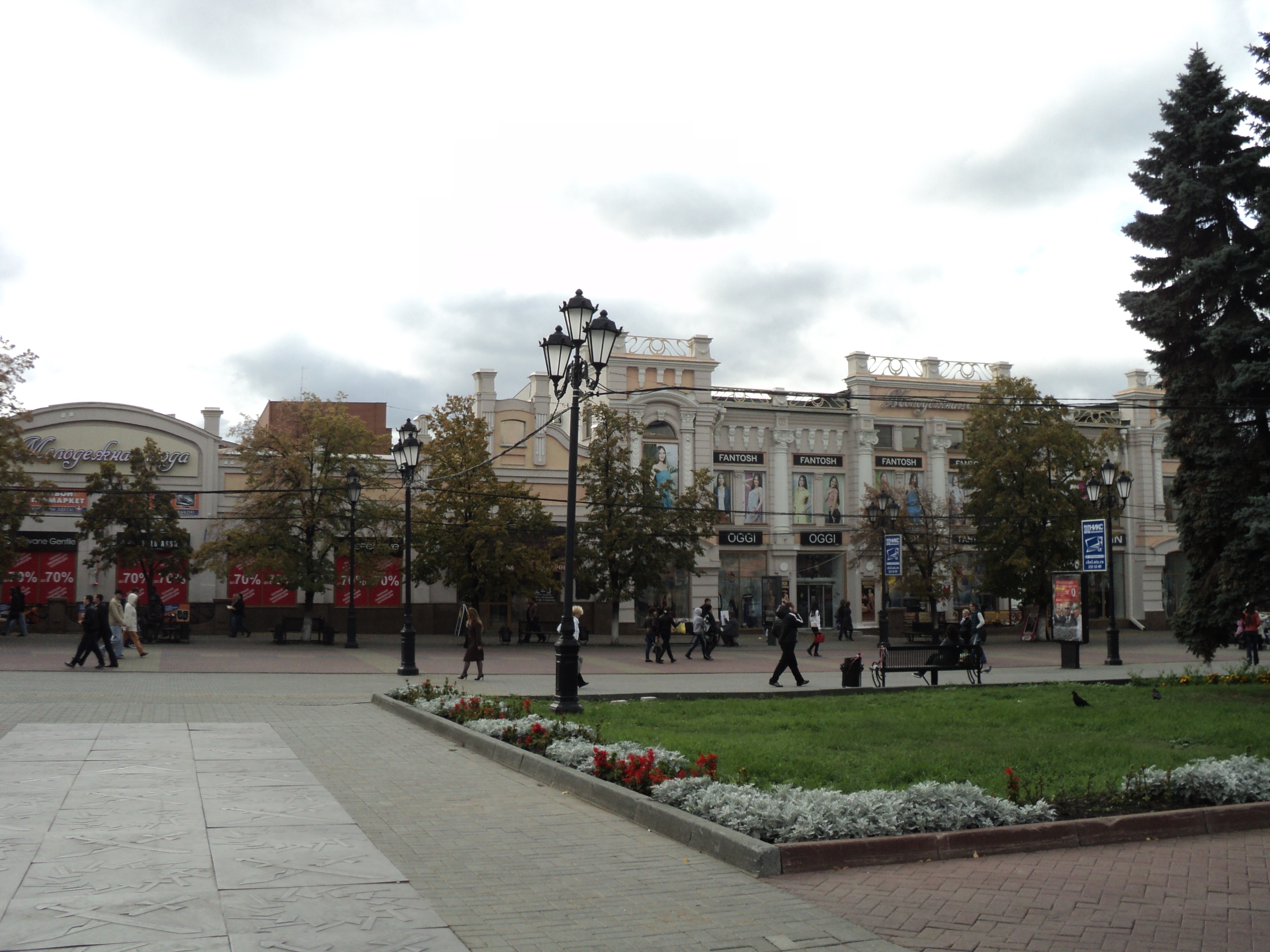
Casa de Comercio, abierta en 1911
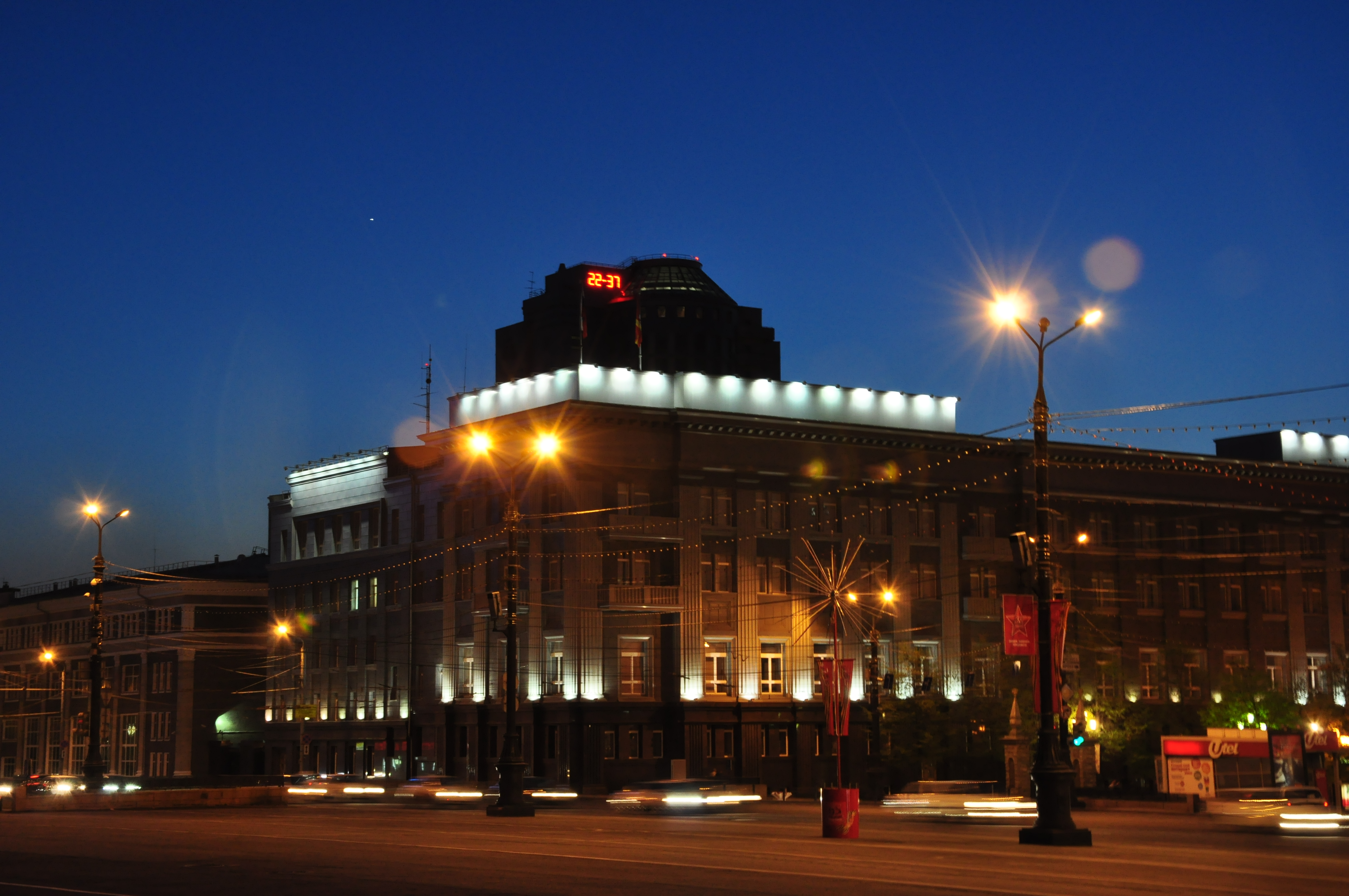
Edificio de la asamblea legislativa
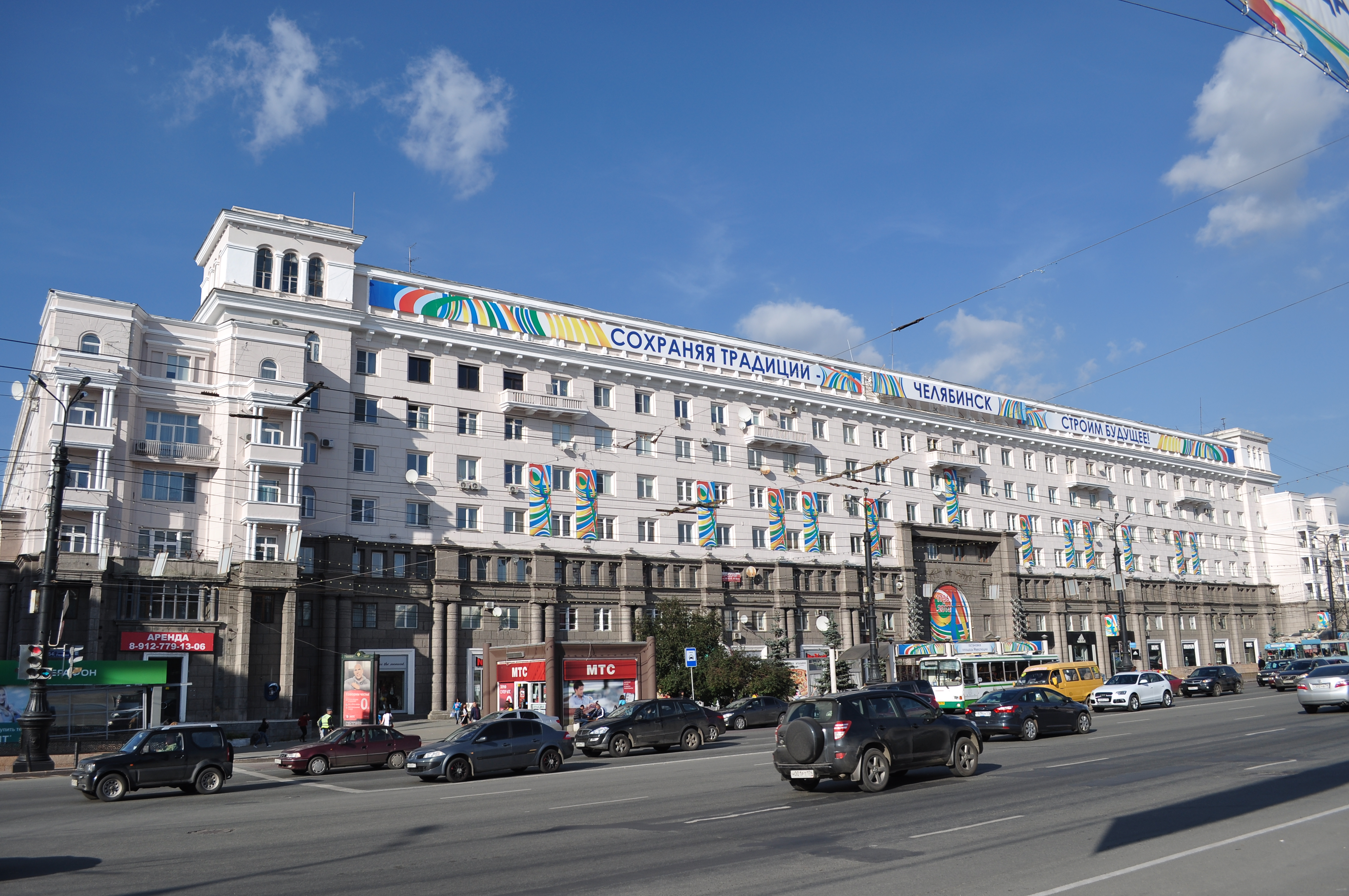
Edificio residencial en la plaza de la Revolución
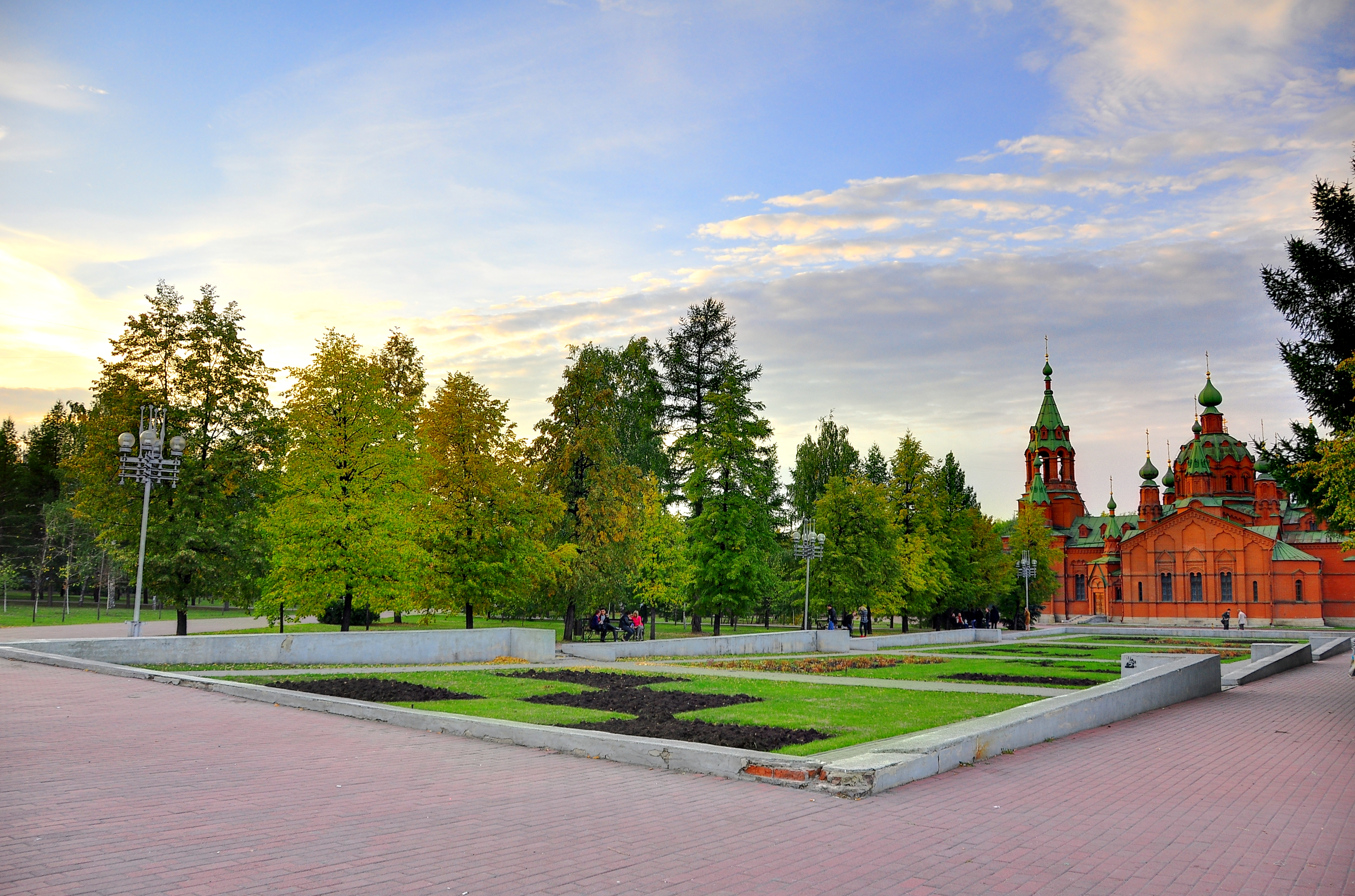
Parque
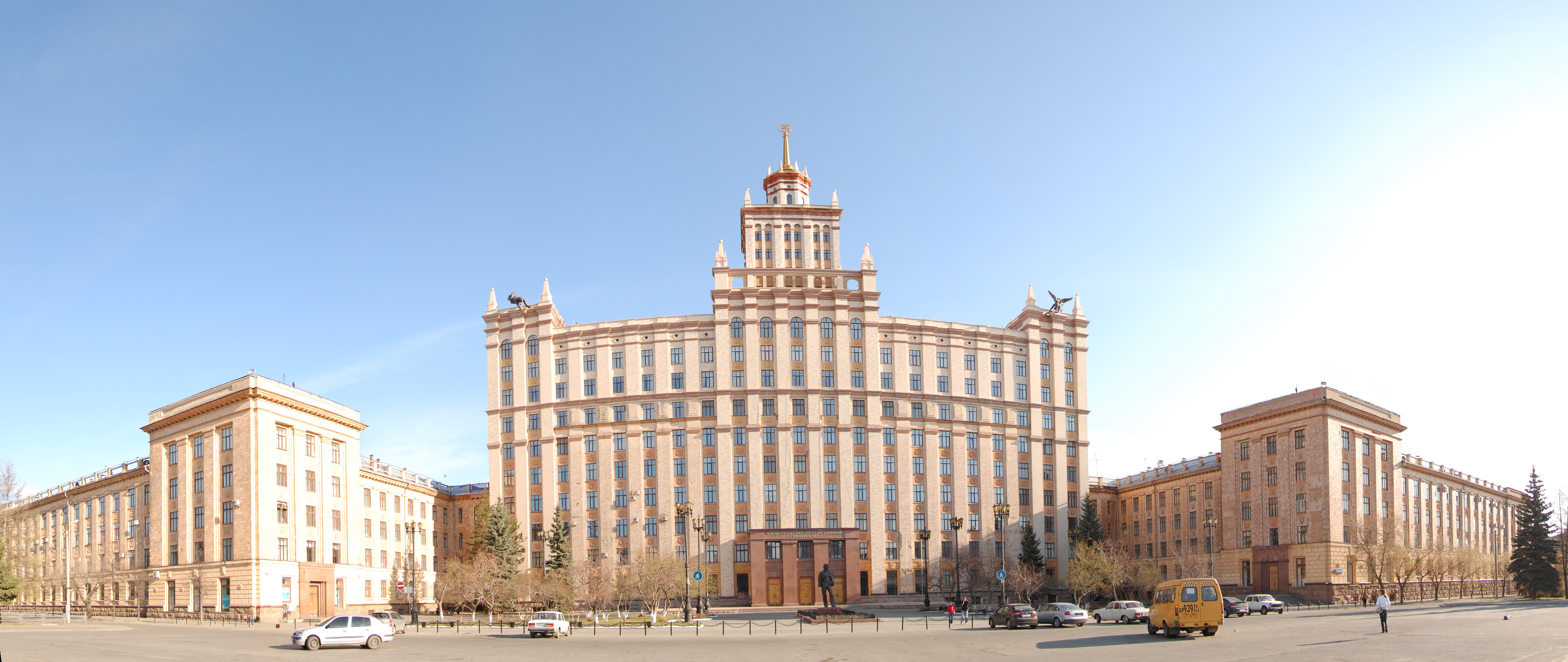
Universidad del Sur de los Urales
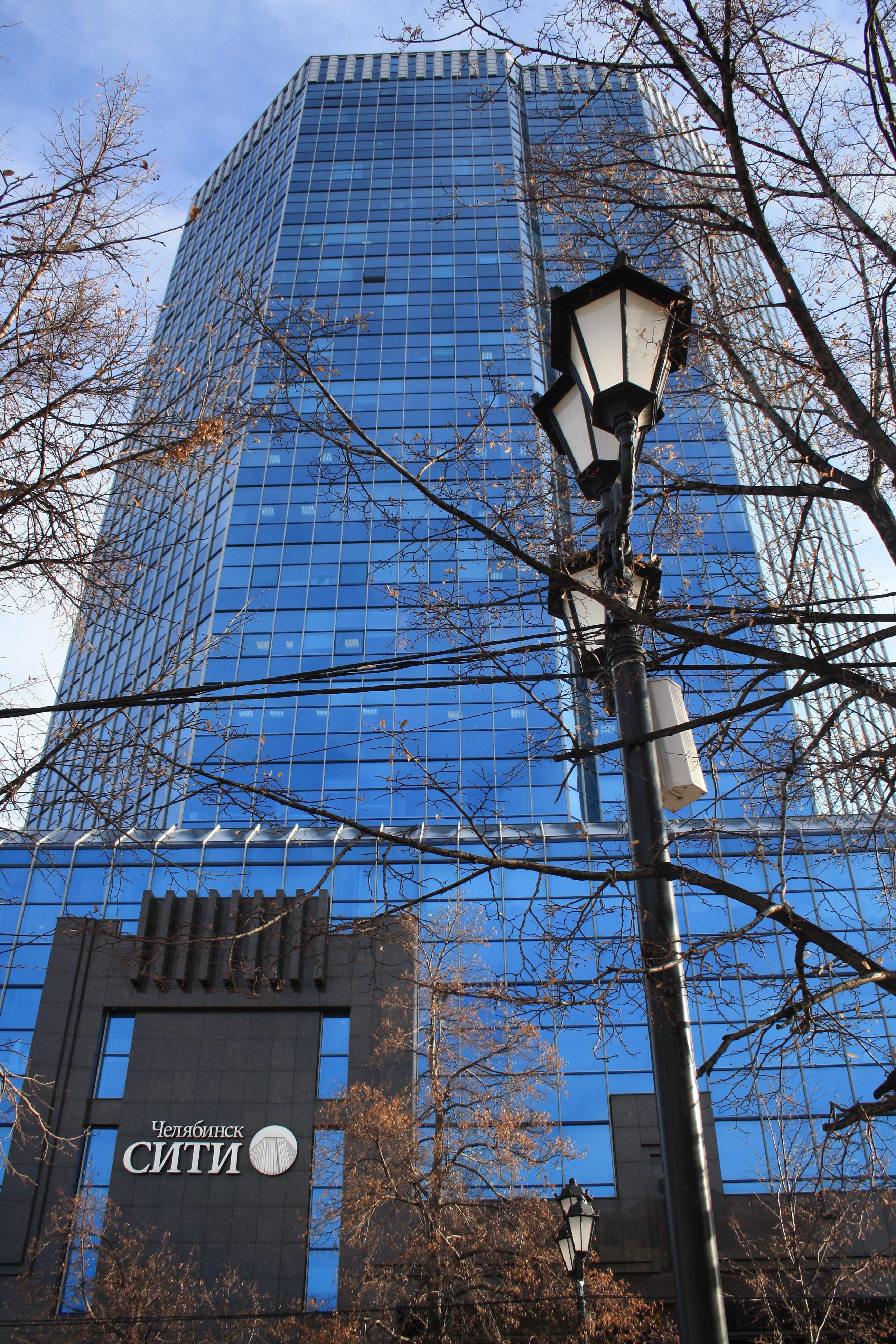
Edificio más alto de la ciudad
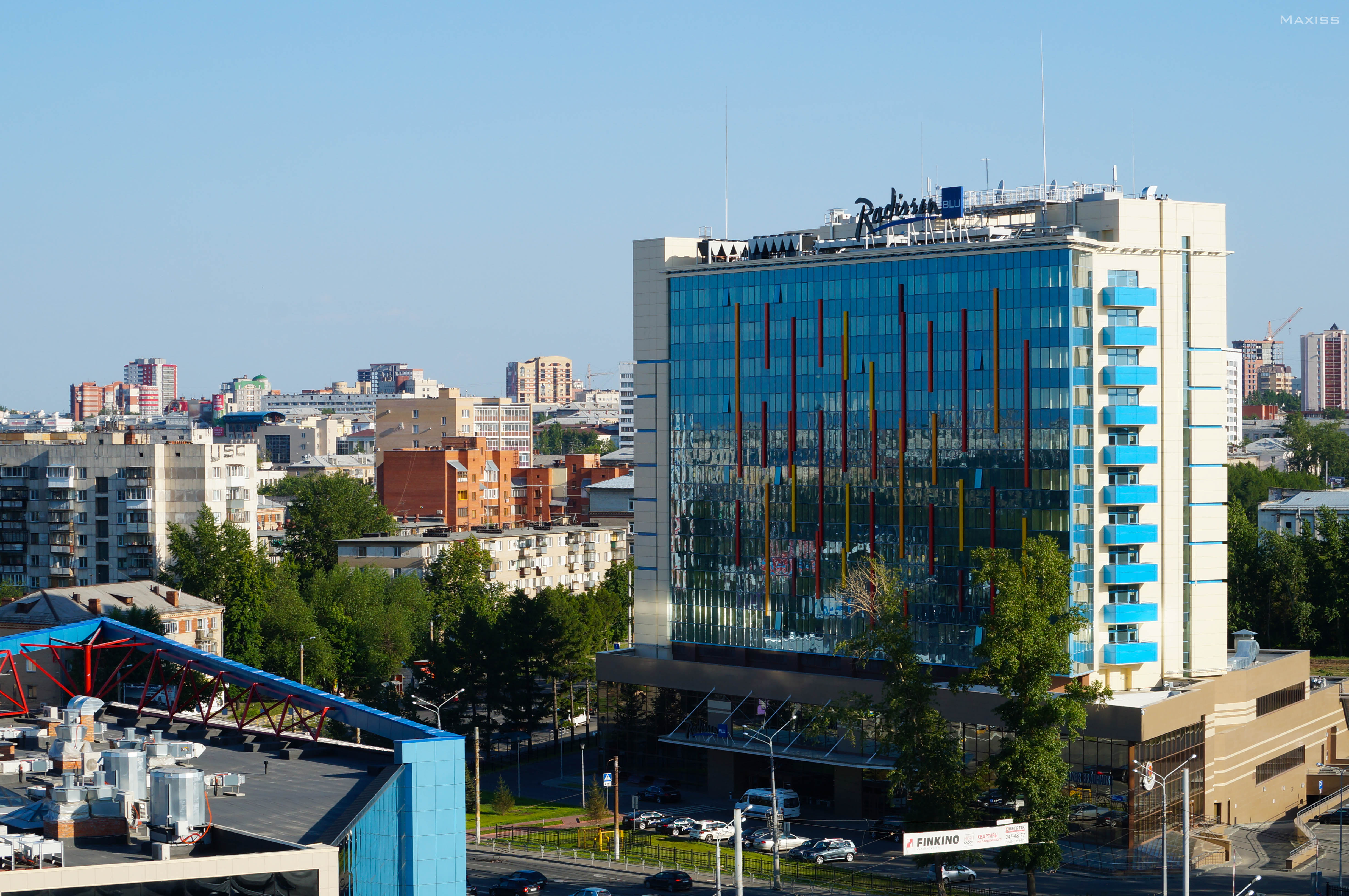
Hotel
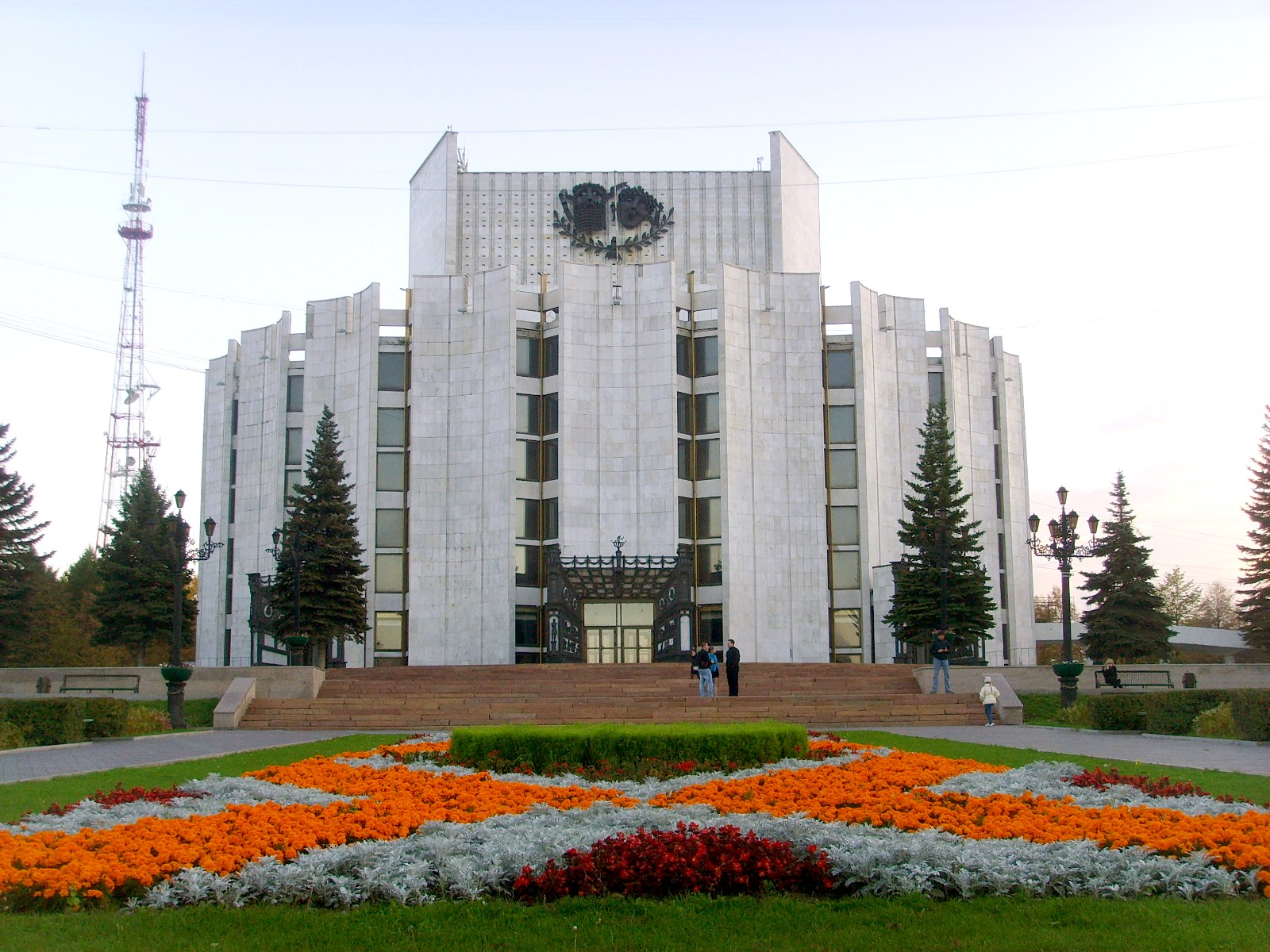
Teatro
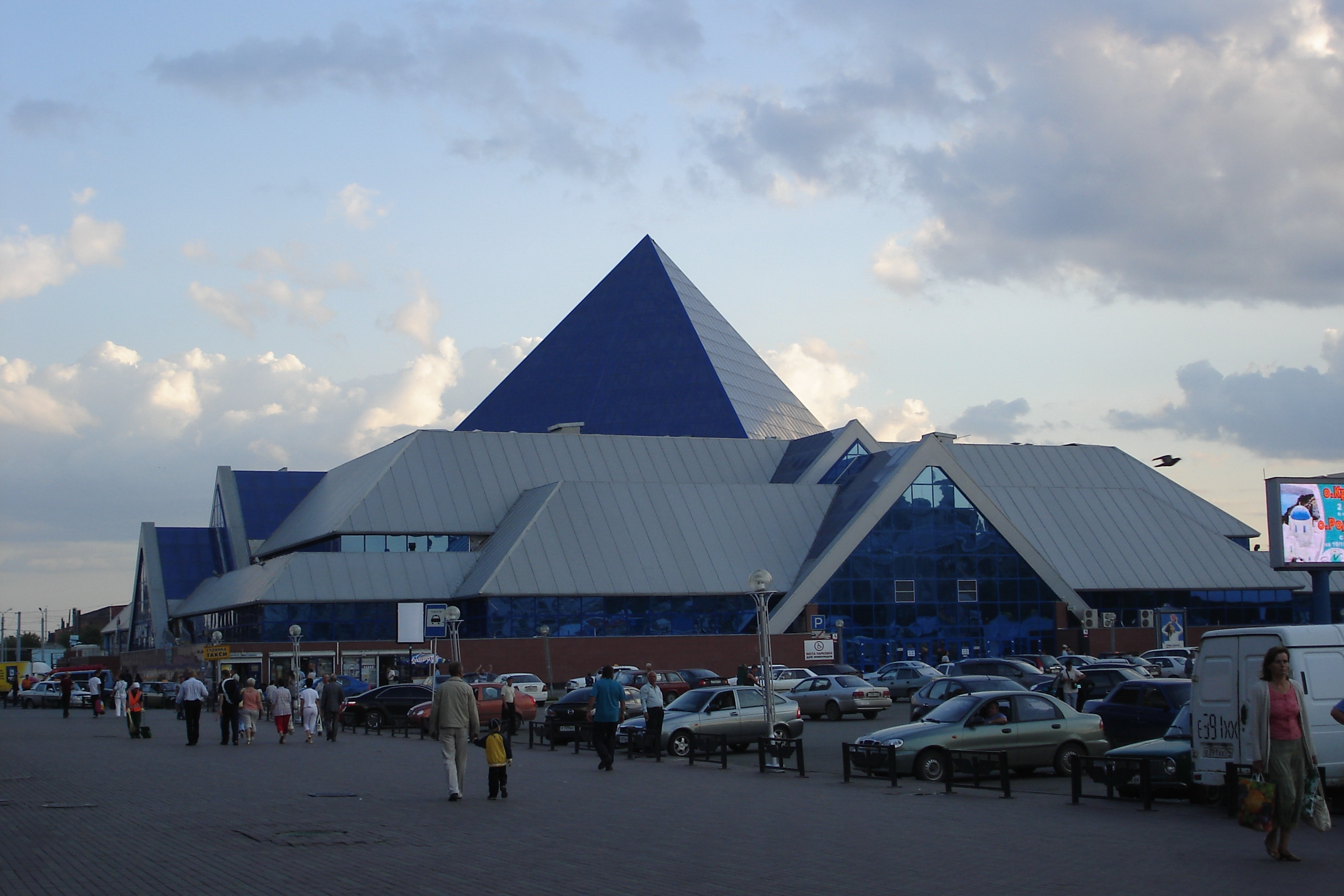
Centro comercial